# Sipunculus rufofimbriatus
Sipunculus rufofimbriatus är en stjärnmaskart som beskrevs av Blanchard 1849. Sipunculus rufofimbriatus ingår i släktet Sipunculus och familjen Sipunculidae. Inga underarter finns listade i Catalogue of Life.